# Sweden Inline Hockey League
Sweden Inline Hockey League är en liga som ligger under Svenska ishockeyförbundet. Drivs främst av Bo Qvist samt Tibor Greger.
Inlinehockeyn bedrivs främst i Stockholm, Göteborg, Karlstad samt Malmö. Småland tillkommit med bra verksamhet i Oskarshamn. I dessa städer finns elitlag, div 1-lag samt Div 2-lag.
Säsongen drivs under april till och med juli. I juli månad går oftast VM av stapeln, här har Sverige skördat 3 VM-guld, och inte missat prispallen på de senaste 6 åren. Detta bör göra svenska inlinelandslaget till ett av Sveriges mest framgångsrika under 2000-talet.
Sweden Inline Hockey League har verksamhet under hela året, och är fristående men i samarbete med Svenska ishockeyförbundet. Startades 1997 av Bo Qvist och Claes Olsson. Har verksamhet året runt med vår och sommar serier och en vinterliga som bedrivs enbart på västkusten (Göteborg och Varberg). Vinterligan har sedan 2007 SM-status.
Antal aktiva spelare är runt 3 000.